# Otto Steneberg
Otto Steneberg (* 14. September 1862 in Lemgo; † 1940) war ein deutscher Verwaltungsbeamter.

## Leben
Otto Steneberg war ein Sohn des Geheimen Oberregierungsrats und Konsistorialpräsidenten Albrecht Steneberg in Detmold. Er besuchte das Gymnasium in Lemgo, Detmold und Bückeburg und bestand 1883 das Abitur. Anschließend studierte er Rechtswissenschaften an der Eberhard Karls Universität Tübingen. Zugleich diente er als Einjährig-Freiwilliger im 7. Württembergischen Infanterie-Regiment Nr. 125. 1884 wurde er Mitglied des Corps Suevia Tübingen. Nach dem Referendarexamen (1886) und der Promotion trat er in den lippischen Staatsdienst ein. Den juristischen Vorbereitungsdienst absolvierte er in Bad Salzuflen und Detmold. 1891 wurde er Regierungsassessor in Brake bei Lemgo. Von 1896 bis 1929 war er als Amtshauptmann und später als Landrat Vorsteher des Verwaltungs- beziehungsweise Landratsamts Blomberg. Er war Geheimer und Oberregierungsrat.